# Ventura Pons
Ventura Pons Sala (Barcelona, España, 25 de julio de 1945-Barcelona, 8 de enero de 2024) fue un director, guionista, productor de cine y director de teatro español.

## Trayectoria artística
Antes de dedicarse al cine se dedicó durante una década a la dirección teatral, en la que dirigió una veintena de espectáculos, rodó su primera película en 1977, Ocaña, retrato intermitente, por la que fue seleccionado oficialmente por el Festival de Cannes de 1978.
Pese a que acostumbraba a rodar sus películas en catalán, casi siempre las doblaba al español para que se distribuyeran en toda España. También fueron estrenadas en numerosos países. Su obra se programó en los mejores Festivales Internacionales, destacando la Berlinale, donde consiguió su presencia durante cinco años consecutivos. 
Fue vicepresidente de la Academia de las Artes y las Ciencias Cinematográficas de España, consejero de la SGAE y patrono de la Fundación Autor. Fue propietario de la compañía cinematográfica «Els Films de la Rambla, S.A.» fundada en 1985, que ha producido casi todos sus largometrajes.

## Filmografía
- 2018 ¡Be happy!, Director y guionista
- 2018 Universal i faraona (documental), Director y guionista
- 2017 Miss Dalí, Director y guionista
- 2016 Sabates grosses, Director y guionista
- 2016 ¡Oh, quina joia!, Director y guionista
- 2015 El virus de la por, Director y guionista
- 2014 Cola, colita, colassa, homenaje a Colita, Director y guionista
- 2013 Ignasi M, Director y guionista
- 2012 Un berenar a Ginebra, Director y guionista
- 2011 Año de Gracia, Director y guionista
- 2010 Mil cretinos, Director y guionista
- 2009 A la deriva, Director y guionista
- 2008 Forasteros, Director y guionista
- 2007 La vida abismal, Director y guionista
- 2007 Barcelona (un mapa), Director y guionista
- 2006 La vida abismal, Director y guionista
- 2005 Animales heridos, Director y guionista
- 2004 Amor idiota, Director y guionista
- 2002 El gran Gato, homenaje a Gato Pérez, Director y guionista
- 2001 Manjar de amor, Director y guionista
- 2000 Anita no pierde el tren , Director y guionista
- 2000 Morir (o no), Director y guionista
- 1998 Amic/Amat, Director
- 1997 Caricias, Director
- 1996 Actrices, Director
- 1994 El porqué de las cosas, Director y guionista
- 1993 Rosita, please!, Director y guionista
- 1992 Aquesta nit o mai, Director y guionista
- 1990 Que t´hi jugues Mari Pili?, Director y guionista
- 1989 Puta misèria, Director y guionista
- 1986 La rossa del bar, Director, productor y coguionista
- 1980 El vicario de Olot, Director y guionista
- 1978 Ocaña, un retrato intermitente, Director y guionista

## Premios
Premios Sant Jordi
| Año  | Categoría             | Resultado |
| ---- | --------------------- | --------- |
| 2011 | Premio a la industria | Ganador   |

Festival Internacional de Cine de Huesca
| Año  | Premio                  | Resultado |
| ---- | ----------------------- | --------- |
| 2000 | Premio Ciudad de Huesca | Ganador   |

- Premio Nacional de Cine de Cataluña
- Premio Ondas
- Medalla de Oro al Mérito en las Bellas Artes.